# Rhodymeniales incertae sedis
Rhodymeniales incertae sedis, rodovi crvenih alga u redu Rhodymeniales čija pripadnost porodici još nije utvrđena. Postoje 4 priznata roda s 5 vrsta.

## Rodovi
1. Agardhinula De Toni
2. Diplocystis J.Agardh, 1896, nom. illeg.
3. Grammephora N'Yeurt & Payri
4. Sciadophycus E.Y.Dawson